# Quito niebla verde
Quito niebla verde es un cuadro del pintor ecuatoriano Oswaldo Guayasamín, fue pintado en el año de 1948 dado que Guayasamín tenía un gusto fascinante en pintar paisajes quiteños.

## Descripción
En este cuadro se refleja el amor que el autor tenía por su ciudad natal Quito, en la pintura se puede observar una vista de la capital de Ecuador rodeada de sus montanas, en especial del Pichincha, entre sus montañas se observa una niebla de tonos verdes y amarillos intensos. Es una pintura de 40,6 cm de alto por 75,2 cm de ancho.